# Raytheon
Raytheon Company was een Amerikaans defensie- en technologiebedrijf. Het bedrijf telde in 2019 zo'n 70.000 werknemers. Het behaalde in dat jaar een omzet van US$ 29 miljard, waarvan meer dan 90% uit defensiecontracten.
Op 3 april 2020 is Raytheon gefuseerd met United Technologies Corporation (UTC), waarna de combinatie is verdergegaan als Raytheon Technologies Corporation.

## Geschiedenis
In 1922 richtten twee voormalige universiteitskamergenoten, Laurence Marshall en Vannevar Bush, samen met wetenschapper Charles Smith de American Appliance Company op in Cambridge (Massachusetts). Hun eerste product was een heliumgelijkrichter. De buis kreeg de naam Raytheon, wat goddelijk licht betekent. In 1925 veranderde het bedrijf zijn naam en vernoemde zich naar het product in Raytheon. Tegen de jaren dertig was het een van grootste producenten van elektronenbuizen geworden.
Tijdens de Tweede Wereldoorlog maakte Raytheon magnetronbuizen voor gebruik in radarinstallaties. In 1945 ontdekte een werknemer van het bedrijf, Percy Spencer, dat die buizen ook voedsel konden koken en aldus vond hij de microgolfoven uit. Vanaf 1948 begon Raytheon ook geleide raketten te produceren en later ook commerciële radio- en televisiezendinstallaties. Ook nam het bedrijf uitgeverij D. C. Heath and Company over. In de jaren vijftig begon Raytheon ook transistors te maken.

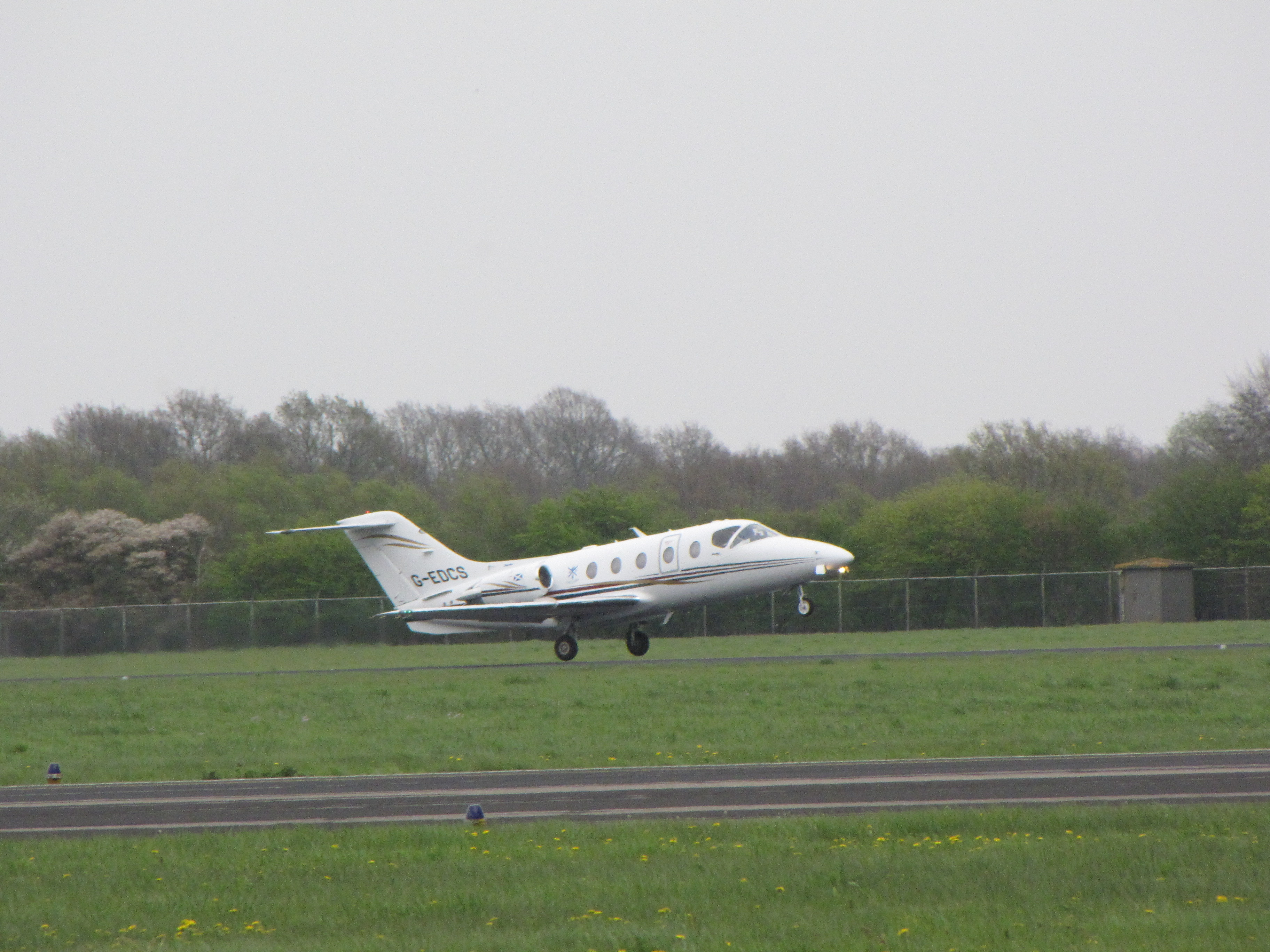
Raytheon Hawker 400XP op Groningen Airport Eelde

In 1980 nam Raytheon de fabrikant van kleine vliegtuigen Beechcraft over, in 1993 gevolgd door de privéjetdivisie van British Aerospace. In 1994 werden beide entiteiten samengevoegd tot Raytheon Aircraft Company. Deze divisie werd begin 2007 weer verkocht voor 2,46 miljard euro. Raytheon ontving US$ 3,3 miljard van de koper Hawker Beechcraft Corp., een bedrijf waarvan de aandelen in handen waren van Goldman Sachs en Onex Partners.
Midden jaren negentig kocht Raytheon de defensieactiviteiten van E-Systems en Texas Instruments. In 1997 nam het bedrijf ook Hughes Aircraft over van General Motors voor US$ 9,5 miljard. Hughes Aircraft omvatte lucht- en defensieactiviteiten en vroeger overgenomen entiteiten als de raketafdeling van General Dynamics, de defensietak van Delco en elektronicabedrijf Magnavox. Na de overname was Raytheon het derde defensiebedrijf ter wereld gemeten naar omzet.
Op 9 juni 2019 werd de fusie met United Technologies Corporation (UTC) aangekondigd. De twee wilden verdergaan onder de naam Raytheon Technologies. Het samengaan had als voordelen kostenbesparing, meer slagkracht met betrekking tot onderzoek en ontwikkeling en de twee vulden elkaar aan met hun activiteiten. UTC produceert, onder andere, cockpitelektronica en communicatieapparatuur voor civiele vliegtuigen en verder ook vliegtuigmotoren en landingsgestellen voor militaire en burgervliegtuigen. In oktober 2019 stemden de aandeelhouders van beide bedrijven in met de fusie. Op 3 april 2020 was de fusie een feit. De oud-aandeelhouders van UTC kregen 57% van de nieuwe combinatie in handen, en de aandeelhouders van Raytheon kregen de resterende 43%.

## Activiteiten
Raytheon was het op een na grootste defensiebedrijf ter wereld, alleen Lockheed Martin was groter. De belangrijkste klant was de Amerikaanse overheid, het had een omzetaandeel van zo'n 70%. Zo'n 20% van de omzet werd behaald met projecten die als geheim zijn bestempeld door de Amerikaanse of buitenlandse regeringen. Het produceerde en verkocht vooral uitrusting voor militaire vliegtuigen en raketten, zoals de Tomahawk-kruisraket en Patriot-raketsystemen.
De activiteiten waren verdeeld over vijf bedrijfsonderdelen:
- Integrated Defense Systems;
- Intelligence, Information and Services;
- Missile Systems;
- Space and Airborne Systems en
- Forcepoint.

### Resultaten
Enkele financiële jaarresultaten van de onderneming vanaf 1960:
| Jaar | Omzet           | Nettoresultaat  | Werknemers |
| Jaar | (× US$ miljard) | (× US$ miljard) | Werknemers |
| ---- | --------------- | --------------- | ---------- |
| 1960 | 0,5             | 0,01            |            |
| 1970 | 1,3             | 0,03            |            |
| 1980 | 3,7             | 0,2             |            |
| 1990 | 8,8             | 0,5             |            |
| 2000 | 19,8            | 0,4             |            |
| 2010 | 25,2            | 1,8             | 72.400     |
| 2011 | 24,8            | 1,9             | 71.000     |
| 2012 | 24,4            | 1,9             | 67.800     |
| 2013 | 23,7            | 2,0             | 63.000     |
| 2014 | 22,8            | 2,2             | 61.000     |
| 2015 | 23,3            | 2,1             | 61.000     |
| 2016 | 24,1            | 2,2             | 63.000     |
| 2017 | 25,4            | 2,0             | 64.000     |
| 2018 | 27,1            | 2,9             | 67.000     |
| 2019 | 29,2            | 3,3             | 70.000     |